# Estación Buenuraqui
Buenuraqui es una estación ferroviaria ubicado en la comuna de San Rosendo, que fue construida a continuación de la puesta en marcha del ferrocarril Santiago -Curicó,  y posterior a este tramo, ya  se inicia la construcción del  Ferrocarril Talcahuano - Chillán y Angol, e inaugurada en 1873. Luego pasó a formar parte de la Red Sur de Ferrocarriles del Estado, y es parte del ramal San Rosendo - Talcahuano.
La casa estación se ubica en el lado este de la vía y a orillas del río Bio Bio. 

## Servicios

### Actuales
Desde la década de 1990 la estación presta servicios entre Talcahuano, Concepción y Laja. Es para el 1 de mayo de 2008 que inician los servicios del actual tren Talcahuano-Laja. El servicio presta ocho servicios diarios.